# فاقد الذاكرة (فلم)
فاقد الذاكرة هو فيلم أمريكي تم إصداره عام 2014 من إخراج مايكل بولندي وكتبه مايك ليكس وآيمي كولكويست. صدر في المملكة المتحدة باسم اللاوعي.

## ملخص قصة
يبدأ الفيلم بأسرة مكونة من ثلاثة أفراد يسافرون على طول طريق سريع وشخص يقوم من نومه ليجد نفسه يعاني من فقدان الذاكرة نتيجة حادث كان قد تعرض له سابقًا، يبدأ في الشك فيمن حوله بما في ذلك زوجته، حتى أنه بدأ في الشك أنها زوجته الحقيقية من الأساس، يشعر نتيجة هذا الفقدان والأحداث المحيطة به أنه كالسجين في منزله.

## روابط خارجية
مقالات تستعمل روابط فنية بلا صلة مع ويكي بيانات